# Лиственница Потанина
Лиственница Потанина (лат. Larix potaninii) —  вид хвойных деревьев из рода Лиственница (Larix) семейства Сосновые (Pinaceae). Наряду с лиственницей Гриффита (лат. Larix griffithii) является одним из самых южных видов рода Лиственница (Larix). Названа в честь Григория Николаевича Потанина.

## Распространение и экология
В природе ареал вида охватывает Непал и Китай (провинции Ганьсу, Шэньси, Сычуань, Юньнань и Тибетский автономный район).
Произрастает на высоте 2500—4000 м над уровнем моря, до верхней границы леса; в субальпийском поясе часто образует обширные чистые насаждения.

## Ботаническое описание
Дерево высотой до 30 м. Кора серая или серовато-коричневая. Молодые побеги голые или слегка опушённые, оранжево- или красновато-коричневые, блестящие.
Хвоя длиной 1,5—3 см, остроконечная, сверху и снизу килеватая.
Мужские колоски красноватые.
Шишки продолговато-яйцевидные, длиной 3—4,5 см, диаметром 2,5 см. Семенные чешуи почти округлые, цельнокрайные, фиолетово-пурпурные до серо-коричневых; кроющие чешуи плёнчатые, длинно-заострённые, превышающие семенные, прямые или назад загнутые. Семена длиной около 3 мм, крыло длиной 8 мм.

## Классификация

### Таксономия
Вид Лиственница Потанина входит в род Лиственница (Larix) семейства Сосновые (Pinaceae) порядка Сосновые (Pinales).
|  |               |  |                          |                          |                    |  | ещё 6 семейств | ещё 6 семейств |                          |  |  |  | ещё 11 видов |
|  |               |  |                          |                          |                    |  | ещё 6 семейств | ещё 6 семейств |                          |  |  |  | ещё 11 видов |
|  |               |  |                          | порядок Сосновые         |                    |  |                |                | род Лиственница          |  |  |  |              |
|  |               |  |                          | порядок Сосновые         |                    |  |                |                | род Лиственница          |  |  |  |              |
|  | отдел Хвойные |  |                          |                          | семейство Сосновые |  |                |                | вид Лиственница Потанина |  |  |  |              |
|  | отдел Хвойные |  |                          |                          | семейство Сосновые |  |                |                |                          |  |  |  |              |
|  |               |  | ещё три вымерших порядка | ещё три вымерших порядка |                    |  |                | ещё 10 родов   | ещё 10 родов             |  |  |  |              |
|  |               |  |                          | ещё три вымерших порядка |                    |  |                |                | ещё 10 родов             |  |  |  |              |

### Разновидности
В рамках вида выделяют несколько разновидностей:
- Larix potaninii var. australis A.Henry ex Hand.-Mazz.  — произрастает в китайских провинциях Сычуань, Юньнань и Тибетском автономном районе;
- Larix potaninii var. chinensis L.K.Fu & Nan Li — произрастает в китайской провинции Шэньси;
- Larix potaninii var. himalaica — произрастает в Непале и Тибетском автономном районе Китая;

[syn.  Larix himalaica W.C.Cheng & L.K.Fu basionym]
- Larix potaninii var. potaninii  — произрастает в китайских провинциях Ганьсу, Сычуань и Юньнань.